# Nemastoma globuliferum
Nemastoma globuliferum is een hooiwagen uit de familie aardhooiwagens (Nemastomatidae).
De originele naamcombinatie (protoniem) was Nemastoma globuliferum L. Koch, 1867. Een volgende naamrecombinatie werd gepubliceerd als Mediostoma globuliferum (L. Koch, 1867) in Schönhofer 2013.